# Potencjał elektryczny
Potencjał elektrostatyczny – ilość energii/pracy potrzebnej, aby przenieść ładunek q w polu elektrycznym z punktu x do punktu y.

## Definicja potencjału elektrycznego
Potencjałem elektrycznym {\displaystyle \varphi } w dowolnym punkcie {\displaystyle P} stałego pola elektrycznego nazywa się stosunek pracy {\displaystyle W} wykonanej przez siłę elektryczną przy przenoszeniu ładunku {\displaystyle q} z tego punktu do nieskończoności, do wartości tego ładunku:
{\displaystyle \varphi _{P}={\frac {W_{P\to \infty }}{q}}.}
Jednostką potencjału jest 1 V (wolt) równy 1 J/1 C (dżulowi na kulomb).

## Potencjał elektrostatyczny ładunku punktowego

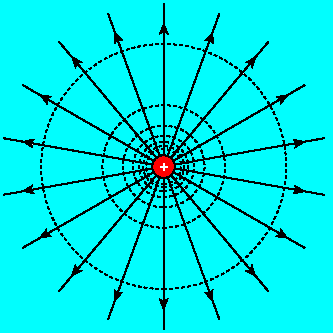
Powierzchnie ekwipotencjalne (okręgi) i linie pola elektrycznego wokół ładunku punktowego

W przypadku pola elektrycznego wytwarzanego przez nieruchomy punktowy ładunek elektryczny:
{\displaystyle \varphi _{P}={\frac {1}{4\pi \varepsilon }}\cdot {\frac {Q}{r}},}
gdzie:
{\displaystyle \varphi _{P}} – potencjał elektryczny (elektrostatyczny),
{\displaystyle Q} – ładunek wytwarzający pole elektryczne,
{\displaystyle q} – ładunek próbny,
{\displaystyle r} – odległość pomiędzy ładunkami,
{\displaystyle \varepsilon } – przenikalność elektryczna ośrodka.
Zgodnie z definicją potencjału elektrycznego:
{\displaystyle \varphi _{P}={\frac {W_{P\to \infty }}{q}},}
gdzie:
{\displaystyle W_{P\to \infty }} – praca siły elektrycznej wykonanej przy przeniesieniu ładunku daleko od ładunku wytwarzającego pole elektryczne.
Ponieważ {\displaystyle W_{P\to \infty }=E_{P}-E_{\infty },} a energia potencjalna pola elektrycznego ładunku punktowego wyraża się wzorem:
{\displaystyle E_{P}={\frac {1}{4\pi \varepsilon }}\cdot {\frac {qQ}{r}},}
z czego wynika:
{\displaystyle \varphi _{P}={\frac {W_{P\to \infty }}{q}}={\frac {E_{P}}{q}}-{\frac {E_{\infty }}{q}}={\frac {E_{P}}{q}}-0={\frac {1}{4\pi \varepsilon }}\cdot {\frac {Q}{r}}.}
Z zależności tej wynikają cechy potencjału elektrycznego (patrz wyżej).

## Potencjał elektryczny a praca w polu elektrycznym
Rozpatrując niezmienne pole elektryczne, rozważyć można jaka praca {\displaystyle W_{P\to \infty }} potrzebna jest aby przenieść dany ładunek {\displaystyle q} z punktu {\displaystyle P} do punktu {\displaystyle R} rozważanego pola. Przeniesienie danego ładunku z punktu {\displaystyle P} do nieskończoności {\displaystyle W_{P\to \infty };} wówczas z definicji potencjału elektrycznego wynika, że pracę tę określa wzór:
{\displaystyle W_{P\to \infty }=\varphi _{P}\cdot q,}
oraz podobnie dla punktu {\displaystyle R{:}}
{\displaystyle W_{R\to \infty }=\varphi _{R}\cdot q.}
Zatem praca potrzebna na przeniesienie ładunku {\displaystyle q} z punktu {\displaystyle P} do {\displaystyle R} dana jest jako:
{\displaystyle W_{P\to R}=W_{P\to \infty }-W_{R\to \infty }=\varphi _{P}\cdot q-\varphi _{R}\cdot q=\left(\varphi _{P}-\varphi _{R}\right)\cdot q=\Delta \varphi \cdot q.}
Praca potrzebna na przeniesienie ładunku {\displaystyle q} z danego punktu {\displaystyle P} do punktu {\displaystyle R} zależy jedynie od:
- różnicy potencjałów {\displaystyle \Delta \varphi } między tymi punktami – zwanej inaczej napięciem elektrycznym,
- ładunku {\displaystyle q.}

## Potencjał elektryczny a natężenie pola elektrycznego
Związek między natężeniem pola elektrycznego {\displaystyle {\vec {E}}} a potencjałem {\displaystyle \mathbf {\varphi } } wyraża się wzorem:
{\displaystyle {\vec {E}}=-{\vec {\nabla }}\varphi .}
Zależność ta często jest wykorzystywana również jako definicja potencjału. Wobec tego:
{\displaystyle d\varphi =-{\vec {E}}\cdot d{\vec {l}}}
lub inaczej:
{\displaystyle \Delta \varphi =-\int \limits _{P}^{R}{\vec {E}}\cdot d{\vec {l}},}
przy przeniesieniu ładunku elektrycznego z punktu {\displaystyle P} do punktu {\displaystyle R.} Wówczas wzór ten określa napięcie elektryczne pomiędzy tymi dwoma punktami.